# Wohn- und Wirtschaftsgebäude Kirchstraße 9
Das Wohn- und Wirtschaftsgebäude Kirchstraße 9 in Schweringen in der niedersächsischen Samtgemeinde Grafschaft Hoya stammt vom 18. Jahrhundert.
Aktuell (2023) wird der Hof nahe der Weser landwirtschaftlich genutzt.
Das Gebäude und die Scheune stehen unter Denkmalschutz (siehe auch Liste der Baudenkmale in Schweringen).

## Beschreibung
Die große Hofanlage besteht aus:
- dem eingeschossigen traufständigen Hallenhaus in Fachwerk mit Steinausfachungen  sowie Krüppelwalmdach, Niedersachsengiebel mit Uhlenloch und niedersächsischen Pferdeköpfen wurde Mitte des 18. Jahrhunderts gebaut und um einen westlichen Anbau erweitert,
- der Fachwerkscheune vom Anfang des 19. Jahrhunderts mit Lehmstakung, teils massiv durch Ziegel ersetzt sowie mit Krüppelwalmdach und Längseinfahrt[2]
- sowie weiteren nicht denkmalgeschützten Gebäuden.

Das Landesdenkmalamt befand: „… geschichtliche Bedeutung … durch beispielhafte Ausprägung eines niederdeutschen Hallenhauses … als Element des räumlichen Gefüges der Hofanlage …“
Weitere denkmalgeschützte Scheunen im Ort stehen an der Fehrmanstraße 1, Kapellenweg 1, Klitzenburg 1, Twachte, Zur alten Eiche 1 und auf der Hofanlage Dorfstraße 9.